# Вошберн (переписна місцевість, Мен)
Вошберн (англ. Washburn) — переписна місцевість (CDP) в США, в окрузі Арустук штату Мен. Населення — 937 осіб (2020).

## Географія
Вошберн розташований за координатами 46°47′18″ пн. ш. 68°8′22″ зх. д. / 46.78833° пн. ш. 68.13944° зх. д. (46.788393, -68.139513).  За даними Бюро перепису населення США в 2010 році переписна місцевість мала площу 11,73 км², з яких 11,57 км² — суходіл та 0,16 км² — водойми.

## Демографія
Згідно з переписом 2010 року, у переписній місцевості мешкало 997 осіб у 421 домогосподарстві у складі 285 родин. Густота населення становила 85 осіб/км².  Було 471 помешкання (40/км²).
Расовий склад населення:
| - 97,3 % — білих - 0,9 % — корінних американців - 0,8 % — азіатів |

До двох чи більше рас належало 1,0 %. Частка іспаномовних становила 0,5 % від усіх жителів.
За віковим діапазоном населення розподілялося таким чином: 21,5 % — особи молодші 18 років, 58,5 % — особи у віці 18—64 років, 20,0 % — особи у віці 65 років та старші. Медіана віку мешканця становила 43,1 року. На 100 осіб жіночої статі у переписній місцевості припадало 94,0 чоловіків;  на 100 жінок у віці від 18 років та старших — 93,3 чоловіків також старших 18 років.
Середній дохід на одне домашнє господарство  становив 45 390 доларів США (медіана — 40 417), а середній дохід на одну сім'ю — 54 203 долари (медіана — 51 111). За межею бідності перебувало 11,7 % осіб, у тому числі 7,1 % дітей у віці до 18 років та 10,9 % осіб у віці 65 років та старших.
Цивільне працевлаштоване населення становило 413 осіб. Основні галузі зайнятості: освіта, охорона здоров'я та соціальна допомога — 27,6 %, виробництво — 16,7 %, роздрібна торгівля — 11,1 %, науковці, спеціалісти, менеджери — 8,7 %.